# Taurocimmerites
Taurocimmerites is een geslacht van kevers uit de familie van de loopkevers (Carabidae). De wetenschappelijke naam van het geslacht is voor het eerst geldig gepubliceerd in 1998 door Belousov.

## Soorten
Het geslacht Taurocimmerites is monotypisch en omvat slechts de volgende soort:
- Taurocimmerites dublanskii Belousov, 1998